# Игнатов, Николай Григорьевич
Никола́й Григо́рьевич Игна́тов (3 (16 мая) 1901, ст. Тишанская Хопёрского округа (области Войска Донского, Российская империя — 14 ноября 1966, Москва, СССР) — советский государственный и партийный деятель. Член Президиума ЦК КПСС (1957—1961), секретарь ЦК КПСС (1952—1953, 1957—1960). Герой Социалистического Труда (1961).

## Биография
Родился в станице Тишанской Хопёрского округа области Войска Донского (ныне Нехаевского района Волгоградской области) в семье плотника.
В декабре 1917 года вступил в Красную гвардию, в 1918 году — в Красную армию. В 1921—1932 — в органах ВЧК-ОГПУ, работал на Дону (1921—1923) и в Средней Азии (1923—1932). Причастен к репрессиям против казаков, «националистов» и «басмачей».
Член РКП(б) с 1924 года. Образование получил на курсах марксизма-ленинизма при ЦК ВКП(б) (1934).
С 1934 года секретарь парткома фабрики «Гознак» (Ленинград). С 1937 — первый секретарь Ленинского районного комитета ВКП(б) Ленинграда. С 1938 года — первый секретарь Куйбышевского областного комитета ВКП(б).
В 1940 году снят с должности и в феврале 1941 года на XVIII конференции ВКП(б) выведен из состава кандидатов в члены ЦК. Однако особых последствий эти решения не имели, и уже в 1941 году был назначен заведующим отделом, позже секретарём и вторым секретарём, а в 1943 году — первым секретарём Орловского областного комитета, руководил партизанским движением на территории области. С 1949 года — первый секретарь Краснодарского краевого комитета ВКП(б).
С 16 октября 1952 года — секретарь ЦК КПСС и кандидат в члены Президиума ЦК. 12 декабря 1952 года, сохраняя должность секретаря ЦК, был назначен министром заготовок СССР.
После смерти И. В. Сталина потерял свои посты в руководстве Советского Союза, с 6 марта 1953 года перестав быть секретарём и кандидатом в члены Президиума ЦК, а с 15 марта 1953 года — министром. Был назначен вторым секретарем Ленинградского областного комитета КПСС. В этом же году он последовательно занимал посты первого секретаря Ленинградского городского комитета КПСС, первого секретаря Воронежского, а в 1955—1957 годах — Горьковского областного комитета КПСС. Выступил инициатором так называемого «горьковского метода» строительства жилья.
С 27 февраля 1956 по 17 декабря 1957 года член Бюро ЦК КПСС по РСФСР. Сыграл значимую роль в подготовке Июньского (1957 года) Пленума ЦК, поддержав Хрущёва. В декабре 1957 года—мае 1960 года — секретарь ЦК КПСС. Одновременно в апреле—ноябре 1959 года — председатель Президиума Верховного Совета РСФСР.
В 1960—1962 годах — заместитель председателя Совета Министров СССР и в 1961—1962 годах — председатель Государственного комитета заготовок Совета Министров СССР.
С декабря 1962 года — председатель Президиума Верховного Совета РСФСР и одновременно с декабря 1963 года — заместитель председателя Президиума Верховного Совета СССР. С 23 ноября 1962 по 8 апреля 1966 года — вновь член Бюро ЦК КПСС по РСФСР.
Кандидат в члены ЦК ВКП(б) (1939—1941), член ЦК КПСС (1952—1966). Кандидат в члены Президиума ЦК КПСС (1952—1953), член Президиума (1957—1961). Депутат Верховного Совета СССР 1—7 созывов.
Один из организаторов и активных участников заговора против Н.С. Хрущёва в 1964 году.
Похоронен на Красной площади (урна с прахом замурована в Кремлёвской стене).

## Память
- В Орле 25 декабря 1987 г. Интернатная улица переименована в улицу Игнатова [3].

## Кино
В роли Игнатова Пётр Вельяминов в фильме «Серые волки» 1993 года.